# Памятник Майклу Джексону (Екатеринбург)
Памятник Майклу Джексону — памятник американскому автору-исполнителю Майклу Джексону в Екатеринбурге, работы скульптора Виктора Мосиелева. Открытие скульптуры состоялось 25 июня 2011 года, спустя два года после смерти музыканта. Это единственный памятник Джексону на территории России.

## Описание памятника
Скульптура установлена на улице Вайнера напротив торгового центра «Гринвич». Памятник имеет высоту 3 метра, весит около полутонны, и выполнен из бронзы в той же стилистике, что и другие скульптуры на аллее. Майкл Джексон изображён в образе из видеоклипа «Black or White» в одной из своих знаменитых танцевальных поз: его левая рука прижата к груди, а правая чуть согнута в локте и указывает в сторону. Певец одет в развевающуюся рубашку, футболку, укороченные брюки и мокасины, лицо певца закрывает шляпа.

## История
Инициатором установки памятника американскому певцу, композитору, музыкальному продюсеру, аранжировщику, танцору, хореографу, актёру, сценаристу, обладателю 15 премий «Грэмми» выступил екатеринбургский фан-клуб Майкла Джексона. Поклонники в течение года собирали средства, а затем провели творческий конкурс на концепцию скульптуры. Выбрав один из вариантов, они обратились к красноярскому скульптору Виктору Мосиелеву, работа над памятником заняла у него около полугода. Открытие скульптуры состоялось 25 июня 2011 года и было приурочено ко второй годовщине со дня смерти певца. Возле памятника Джексону часто проводятся музыкальные акции и собираются поклонники певца.